# WWE Velocity
WWE Velocity, aussi connu tout simplement comme Velocity, était un show de catch professionnel à la World Wrestling Entertainment, et qui était le deux en un des anciens Jakked et Metal. C'était le show secondaire de la division WWE SmackDown, qui regroupait les catcheurs de seconde zones, avec aussi des résumés de l'action passée à SmackDown!. Velocity était diffusé tous les samedis soirs sur Spike TV, avant d'être diffusé sur le site de la WWE en 2005. Il était enregistré les mardis soirs avant SmackDown! qui était diffusé avant.

## Format

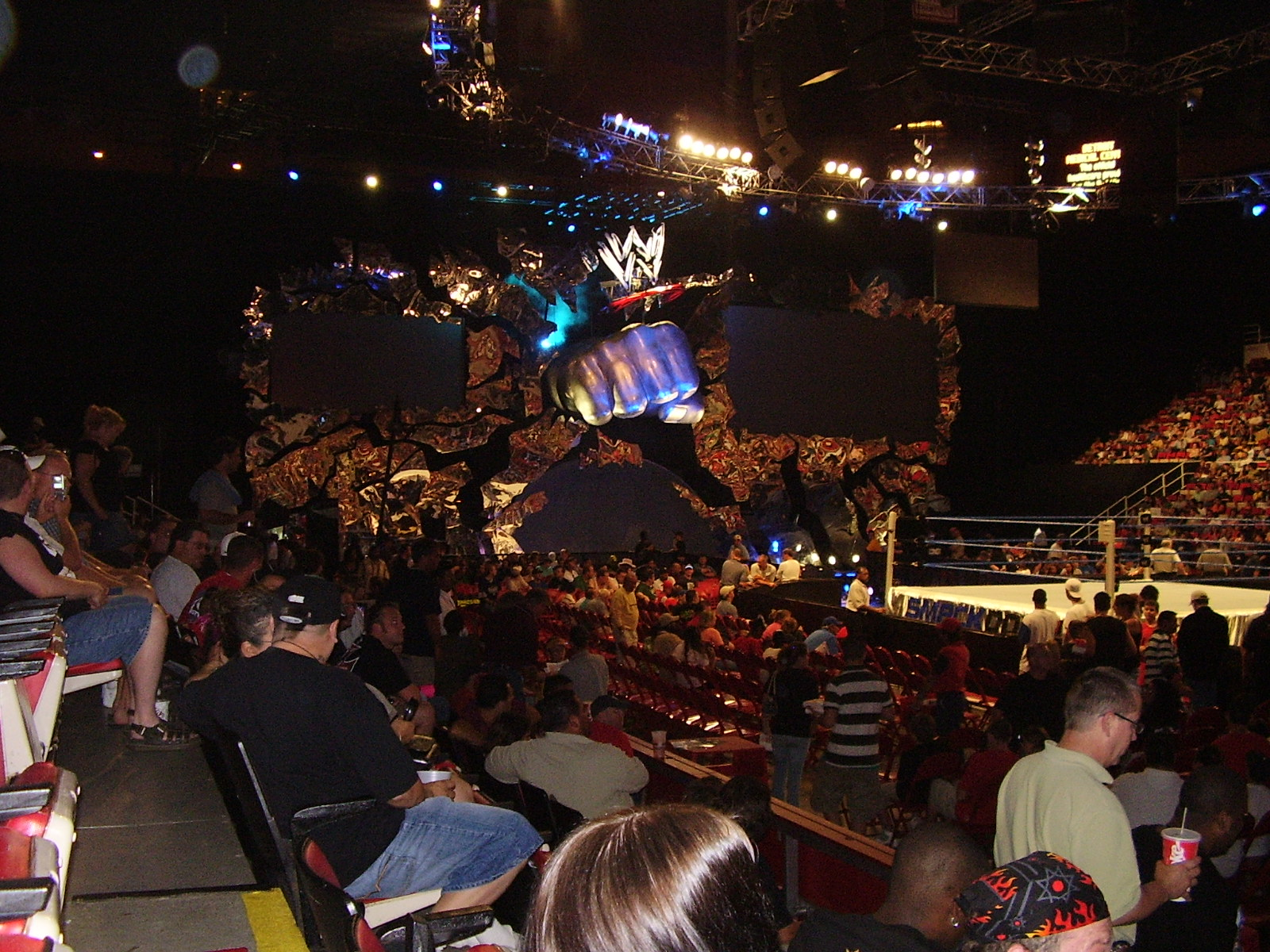
Le décor de WWE Velocity du 25 mai 2002 au 11 juin 2006.

Le show a été en premier utilisé pour récapituler les derniers épisodes de Friday Night SmackDown!, qui était diffusé le jeudi soir et plus tard le vendredi soir sur UPN. Velocity passait aussi des matchs entre des catcheurs qui n'étaient pas impliqués dans une storyline de SmackDown! comme Funaki et Dave Taylor. Si SmackDown et RAW ont des changements de titres durant leurs shows, cela arrive que Velocity en ait comme ce match : Nunzio contre Paul London pour remporter le WWE Cruiserweight Championship. Pour information, ce fut Nunzio qui remportait la ceinture.

## De la télévision au streaming
Quand WWE RAW a quitté Spike TV pour USA Network, USA Network a choisi de ne pas diffuser d'autres programmes. Velocity fut donc passé à la trappe, mais pas entièrement . WWE a donc commencé à passer Velocity en streaming à partir de leur site internet (wwe.com) pour le public US et Canadien. Toutefois, Velocity a continué à être diffusé sur des chaines de télévision d'outremer pour respecter ses engagements de programmation.

## Commentateurs
| période                             | Commentateurs principaux | Commentateurs secondaires | note |
| ----------------------------------- | ------------------------ | ------------------------- | --- |
| 25 mai au 13 juillet 2002           | Al Snow                  | Michael Cole              | le 15 juin Tazz a remplacer Al Snow.                                                                                     |
| 20 juillet au 7 décembre 2002       | Michael Cole             | Marc Loyd                 | Al Snow quitte Velocity pour retourner sur les rings remplacer par Marc Loyd et le 24 août lita a remplacer Michael Cole |
| 14 décembre 2002 - 30 août 2003     | Ernest "The Cat" Miller  | Josh Mathews              | Michael Cole part se consacrer uniquement à Smackdown!                                                                   |
| 6 septembre - 25 octobre 2003       | Josh Mathews             | Tazz                      | Tazz fait son retour pour remplacer Ernest "The Cat" Miller.                                                             |
| 1er novembre 2003 -11 décembre 2004 | Josh Mathews             | Bill DeMott               | Bill DeMott quitte Velocity pour devenir entraîneur de Deep South Wrestling un ancien centre de formation de la WWE      |
| 18 Decembre 2004 - 11 juin 2006     | Josh Mathews             | Steve Romero              | c'est le duo de commentateur qui est resté le plus longtemps en place à Velocity.                                        |

### Ring announcers
| Ring announcers | Dates                          |
| --------------- | ------------------------------ |
| Tony Chimel     | Du 25 mai 2002 au 11 juin 2006 |

### General Manager
| General Manager          | Dates                               |
| ------------------------ | ----------------------------------- |
| Paul Heyman              | du 25 mai 2002 au 16 octobre 2003   |
| Theodore Long            | du 23 octobre 2003 au 17 juin 2004  |
| William Regal GM Interim | du 24 juin 2004 au 31 décembre 2004 |
| Finlay                   | du 1er janvier 2005 au 11 juin 2006 |

## Royaume-Uni
WWE Velocity a commencé à être diffusé au Royaume-Uni en mai 2002, remplaçant la première heure de Excess, commençant à 22 h du tous les samedis sur Sky Sports. Plus tard, WWE Velocity a commencé à être diffusé le samedi matin à 9 h, après WWE Afterburn et avant WWE Heat. En juin 2006, l'ECW a remplacé le créneau de WWE Velocity.

### Diffusion
| Saison | jour   | Chaîne       | Année     | notes |
| 1      | Samedi | TNN\Spike TV | 2002–2003 | The Nashville Network,(TNN) change de nom pour Spike TV. Et été arrêté à la suite de l'arrivée de l'ECW. |
| 2      | Samedi | TNN\Spike TV | 2003–2004 | The Nashville Network,(TNN) change de nom pour Spike TV. Et été arrêté à la suite de l'arrivée de l'ECW. |
| 3      | Samedi | TNN\Spike TV | 2004–2005 | The Nashville Network,(TNN) change de nom pour Spike TV. Et été arrêté à la suite de l'arrivée de l'ECW. |
| 4      | Samedi | WWE.com      | 2005–2006 | The Nashville Network,(TNN) change de nom pour Spike TV. Et été arrêté à la suite de l'arrivée de l'ECW. |